# Milocera
Milocera is een geslacht van vlinders van de familie spanners (Geometridae), uit de onderfamilie Ennominae.

## Soorten
- M. arcifera (Hampson, 1910)
- M. atreus Krüger, 2001
- M. aureolitoralis Krüger, 2001
- M. aurora Krüger, 2001
- M. depauperata Krüger, 2001
- M. diffusata (Warren, 1902)
- M. divorsa Prout, 1922
- M. dubia (Prout, 1917)
- M. eugompa Krüger, 2001
- M. falcula Prout, 1934
- M. herbuloti Krüger, 2001
- M. horaria Swinhoe, 1904
- M. hypamycha Krüger, 2001
- M. ja Krüger, 2001
- M. obfuscata Krüger, 2001
- M. pelops Krüger, 2001
- M. podocarpi Prout, 1932
- M. pyrinia Prout, 1934
- M. scoblei Krüger, 2001
- M. sexcornuta Krüger, 2001
- M. tantalus Krüger, 2001
- M. thyestes Krüger, 2001
- M. umbrosa Herbulot, 1989
- M. ustata Herbulot, 1973
- M. ustatoides Krüger, 2001
- M. zika Krüger, 2001